# Ataque suicida

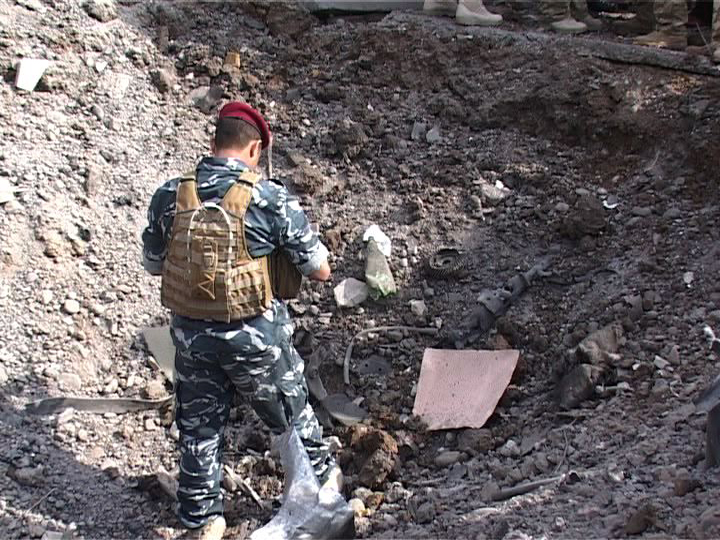
Soldado estadounidense anotando al hombre bomba que se hizo estallar en una calle de Baquba, Irak.

Un ataque suicida o misión suicida es cualquier ataque violento en que el perpetrador acepta su propia muerte como resultado directo del método utilizado para dañar o destruir al objetivo. Los ataques suicidas han ocurrido a lo largo de la historia, a menudo como parte de una campaña militar como los pilotos japoneses kamikaze de la Segunda Guerra Mundial, y más recientemente como parte de campañas terroristas, como los ataques del 11 de septiembre.

## Edad Contemporánea

### Primeros ejemplos
El asesinato por el movimiento Naródnik del zar Alejandro II de Rusia en San Petersburgo en 1881.
El atentado contra la escuela de Bath, Estados Unidos por el granjero Andrew Kehoe, el 18 de mayo de 1927.

### Kamikazes
Durante los años de la Segunda Guerra Mundial, los japoneses estaban profundamente influenciados por el sintoísmo estatal, el cual enfatizó profundamente reverenciar al emperador desde que fue establecido como religión oficial durante la restauración Meiji. Conforme fueron avanzando los años, se promovieron fuertemente los sentimientos nacionalistas. En 1890 se aprobó la reestructuración Imperial de la Educación, con la que los estudiantes debían hacer un juramento de ofrecerse «con coraje» al Estado así como de «proteger a la familia Imperial». El último ofrecimiento era dar la propia vida. El morir por el país o por el emperador era considerado como todo un honor. Los autores Axel & Kase apuntan: 

El hecho es que innumerables soldados, marineros y pilotos estaban determinados a morir, a convertirse en Eirei, que significa Espíritus Guardianes del país [...] Muchos japoneses sentían que ser consagrados al santuario Yasukuni era un honor especial dado que el emperador lo visitaba dos veces por año para pagar tributo. El Yasukuni era el único templo que deificaba hombres comunes, el cual el emperador visitaba.

Se trataba de un acto ritual de autosacrificio realizado por pilotos japoneses de aviones cargados de explosivos (Por lo general cazas Mitsubishi A6M Zero) contra buques de guerra de los aliados. Se hicieron unos tres mil ataques y se hundieron unos cincuenta barcos.
Después del comienzo de las tácticas suicidas, periódicos y libros distribuyeron avisos, artículos e historias sobre estos pilotos con la finalidad de ayudar en el reclutamiento. En octubre de 1944, el Nippon Times citó al comandante Sekio Nishina: 

El espíritu de la Unidad de Ataque Especial es el gran espíritu que corre por la sangre de todo japonés [...] La acción de estrellarse que simultáneamente mata al enemigo y al piloto mismo sin error es llamado Ataque Especial [...] Cada japonés es capaz de convertirse en un miembro de la Unidad de Ataque Especial.

Antes de la salida de cada piloto a su misión final se llevaban a cabo ceremonias en las que se les entregaba la bandera de Japón o la bandera del Sol Naciente (insignia de la flota naval japonesa) con inscripciones inspiracionales o espirituales, una pistola o una katana y generalmente se les ofrecía una copa de sake o té antes de despegar. Los pilotos usaban además una banda con el sol naciente y una senninbari o «cinta de mil puntadas» tejida por mil mujeres quienes hacían una puntada cada una. Los pilotos solían componer y recitar un jisei no ku (辞世の句?   poema compuesto cercano a la muerte), tradición que efectuaban los samuráis antes de cometer seppuku. Los pilotos llevaban plegarias de su familia y se les concedían condecoraciones militares.

### Terrorismo islamista
En teoría, el Islam es contrario al suicidio. El Corán lo prohíbe al señalar que no te matarás o destruirás. Por su parte, el Hadiz agrega que el suicidio individual es ilegal y un pecado. Además existe un estigma asociado con el suicidio en los países islámicos.
El terrorismo suicida islámico tiene un origen bastante reciente. Estuvo totalmente ausente, por ejemplo, en la guerra afgano-soviética, según el autor Sadakat Kadri.
El terrorista suicida lo que pretende no es llevar a cabo un acto de desesperación del represivo, sino que según su pensamiento, está realizando algo trascendente, es decir, justifican su propia muerte por una causa justa que les da paso a la vida eterna. Todo eso, motivado por el deseo de vivir eternamente, convencidos de que tras su ejecución irán directamente a un paraíso, donde les esperan setenta y dos vírgenes, podrán ver a Alá y reunirse con sus familiares.
Normalmente, suelen ser personas entre 20 y 30 años, generalmente jóvenes que son buenos estudiantes, que participan en la comunidad, es decir, no suelen tener rasgos de una personalidad antisocial ni enfermedades mentales, es más, suelen ser más sanos psicológicamente que los delincuentes violentos en general.[cita requerida]

la idea misma de que los musulmanes pudieran estallar por Alá no se había escuchado antes de 1983, y no fue hasta principios de la década de 1990 que alguien intentó justificar el asesinato de musulmanes inocentes que no estaban en el campo de batalla.

Durante la década de 1980, el proceso se limitó a los musulmanes a Hezbolá y otras facciones chiitas libanesas. Fue durante la guerra civil libanesa, cuando tuvieron lugar ataques, como el de la embajada iraquí en Beirut el 15 de diciembre de 1981 por parte del Partido Islámico Dawa (61 fallecidos incluido el embajador) o los atentados de Tiro, el Atentado contra la embajada de Estados Unidos en el Líbano de 1983 y el atentado contra cuarteles americanos y franceses ese mismo año, ambos perpetrados por Hezbolá. El primer ataque suicida por grupos sunitas tuvo lugar el 16 de abril de 1993 en Cisjordania. Durante la década siguiente, los ataques suicidas con bomba se convirtieron en una táctica popular entre las organizaciones militantes palestinas como Hamás, la Yihad Islámica, las Brigadas de los Mártires de Al-Aqsa y, en ocasiones, por el FPLP. El primer atentado suicida en Israel lo llevó a cabo Hamás en 1994 en Afula, provocando 9 muertos, incluido el terrorista del vehículo. Los ataques alcanzaron su punto máximo entre 2001 y 2003 con más de cuarenta explosiones y más de doscientos muertos.[cita requerida]
No obstante, el ataque suicida más sangriento de la historia fueron una serie de secuestros aéreos, los Atentados del 11 de septiembre de 2001 en Estados Unidos. Los terroristas de Al Qaeda, divididos en cuatro grupos de secuestradores, con cada uno de ellos con un piloto que se encargaría de pilotar el avión una vez reducida la tripulación de la cabina. El vuelo 11 de American Airlines y el vuelo 175 de United Airlines fueron los primeros en ser secuestrados y ambos fueron estrellados contra las Torres Gemelas del World Trade Center, el primero contra la Torre Norte y el segundo contra la Torre Sur, lo que provocaría que ambos rascacielos se derrumbaran en las dos horas siguientes.
Después de la invasión de Irak liderada por Estados Unidos en 2003, los insurgentes musulmanes iraquíes y extranjeros llevaron a cabo oleadas de atentados suicidas. Se han llevado a cabo más ataques en Irak (1938 a mediados de 2015) que en cualquier otro país. Además de los objetivos militares de los Estados Unidos, atacaron muchos objetivos civiles como las mezquitas chiitas, las oficinas internacionales de las Naciones Unidas y la Cruz Roja. Los hombres iraquíes que esperaban para solicitar puestos de trabajo con el nuevo ejército y la policía fueron igualmente objetivo de grupos islamistas. En el período previo a las elecciones parlamentarias iraquíes, el 30 de enero de 2005, aumentaron los ataques suicidas contra el personal civil y policial involucrado en las elecciones.
Otros lugares importantes de ataque suicida son Afganistán (1059 ataques a mediados de 2015) y Pakistán (490 ataques). En los primeros ocho meses de 2008, Pakistán superó a Irak y Afganistán en atentados suicidas, con 28 atentados que mataron a 471 personas. Los atentados suicidas se han convertido en una táctica en Chechenia: se utilizaron por primera vez en el conflicto en 2000 en Alkhan Kala y se extendieron a Rusia, especialmente con la Crisis de rehenes del teatro Dubrovka de Moscú en 2002 y la Masacre de la escuela de Beslán en 2004

### Otros casos
Durante la Guerra Civil de Sri Lanka, los Tigres Tamiles (LTTE) adoptaron los atentados suicidas como táctica, utilizando cinturones de bombas y terroristas femeninas. Los LTTE llevaron a cabo su primer ataque suicida en julio de 1987, y su unidad Tigres Negros cometió 83 ataques suicidas de 1987 a 2009, matando a 981 personas, incluido el ex primer ministro indio Rajiv Gandhi, y el presidente de Sri Lanka, Ranasinghe Premadasa.
Otro grupo no religioso involucrado en ataques suicidas fue el Partido de los Trabajadores del Kurdistán, que comenzó su insurgencia contra el estado turco en 1984. De acuerdo con la Base de Datos de Ataques de Suicidio del Proyecto de Seguridad y Terrorismo de Chicago, a partir de 2015, diez ataques suicidas del PKK de 1996 a 2012 mató a 32 personas e hirió a 116.

## Armas y métodos
Los medios de ataque suicida en los siglosXX y XXI incluyen:
- A pie con un chaleco explosivo: como el asesinato de Rajiv Gandhi.
- Con un avión como objetivo y explosivos escondidos dentro del zapato de los atacantes: El Vuelo 63 de American Airlines.
- Con explosivos escondidos dentro del cuerpo: ataque de 2009 contra el príncipe saudí Muhammad bin Nayef.[27]
- Con un coche bomba: Atentado contra los cuarteles en Beirut en 1983 o numerosos incidentes en Irak desde 2003.
- En un bote con explosivos: Atentado contra el USS Cole.
- Por un submarino con explosivos (dirigido por torpedos humanos): utilizado por Japón en Segunda Guerra Mundial.
- En bicicleta con explosivos: asesinato del presidente de Sri Lanka Ranasinghe Premadasa.
- Por un avión comercial secuestrado con combustible: Ataques del 11 de septiembre e intentado en Vuelo 8969 de Air France.
- En avión privado: Atentado aéreo en Austin de 2010 y Mitsuyasu Maeno.
- En un automóvil usando un vehículo contra una multitud de personas o violando una barrera de seguridad: Atentado a la Familia Real Neerlandesa de 2009.